# Саган Олександр Назарович
Олександр Назарович Сагáн (нар. 18 грудня 1966, с. Плоске Кременецького району Тернопільської області) — український релігієзнавець, філософ, публіцист, журналіст. Доктор філософських наук (2005), професор (2007), державний службовець другого рангу (2008).
Член Української Асоціації релігієзнавців (від 1993), Центрального правління Українського Біблійного Товариства (від 2001), НСЖУ (від 2005).
Член редколегії журналу «Українське релігієзнавство».
Експертна сфера: інституційний розвиток православ'я в Україні та світі, свобода совісті (законодавче забезпечення, практична реалізація), державно-церковні відносини, політологія релігії, міжнаціональні відносини.
2018 року брав участь у Об'єднавчому соборі українських православних церков.

## Погляди
Виступає за українську церковну незалежність від Росії. Назвав Вадима Новинського головним агентом впливу на духовному фронті в Україні. За його словами священникам Новінський доплачує гроші, аби ті не переходили в ПЦУ. 
«Громади, які переходять з МП, часто роблять це без священиків. Адже тим платять за відмову від переходу. Наприклад, олігарх Вадим Новинський ніколи не приховував своє фінансування РПЦ в Україні. Це не заборонено, проте у такій формі, як це відбувається, така діяльність спотворює реальне волевиявленя людей»
Після того, як 29 березня 2022 року Хустська єпархія УПЦ-МП дала згоду на перехід своїх кліриків Солотвинського благочиння в Румунський Патріархат, Саган засудив за відсутність реакції константинопольського патріарха Варфоломія. Також Саган зазначив:
"Чи можна було упередити чи протидіяти? Так. І тут багато питань до діяльності Управління зовнішніх церковних зв’язків ПЦУ. Точніше – його бездіяльності у цьому напрямі. За винятком створення ялового «румунського вікаріату», який так і не відбувся, важко навіть пригадати, що Управлінням робилося на упередження цієї проблеми (принаймні офіційний сайт ПЦУ про це не дає інформації)". 
У свою чергу, афільована з ПЦУ французька дослідниця російсько-єврейського походження Вєра Чєнцова виступила з кількома критичними випадами на адресу Сагана.  Зокрема, звинувачувала його у некомпетентності у питаннях історії приєднання УПЦ до РПЦ 1686 року, котрі той висвітлював у своїх статтях 

## Життєпис
- 1983 року закінчив Кременецьку школу № 3 та історичний факультет Київського педагогічного університету ім. Горького (1990).
- 1985—1987 — служба в радянській армії (ГСВГ).
- 1990 — працював учителем історії Кременецької школи-інтернату № 2.
- 1990—1993 — навчання в аспірантурі Інституту філософії НАН України (Київ).
- 1994 — в Інституті філософії НАН України захистив кандидатську дисертацію на тему: «Православ'я в контексті розвитку української культури».
- 1994—1997 — викладач Національного університету «Києво-Могилянська Академія».
- 1995—1999 — науковий секретар Відділення релігієзнавства Інституту філософії імені Сковороди НАН України.
- 1999—2002— навчання в докторантурі Інституту філософії імені Сковороди НАН України.
- 2005 — в Інституті філософії НАН України захистив докторську дисертацію: «Інституційний розвиток православ'я: історіософський аналіз».
- 2005—2006 — науковий консультант Президента України з гуманітарних питань[7][8], у 2006—2007 — радник Секретаріату Президента України з гуманітарних питань.
- 2007—2010 — голова Державного комітету України у справах національностей та релігій[9][10].
- Від 2010 — провідний науковий співробітник Інституту філософії ім. Сковороди НАН України.
- 2014 — дотепер — викладач в Київській православній богословській академії.[11]

Дружина - Саган Оксана Василівна, у 2010-2014 роках - працівник Відділу сприяння міжнародній, соціальній та гуманітарній діяльності релігійних організацій Департаменту у справах релігій та національностей, нині - головний спеціаліст відділу кадрового адміністрування управління кадрового менеджменту Міністерства культури та інформаційної політики України 

## Нагороди
- Подяка прем'єр-міністра України (2009);
- медаль «Вірність та честь» І ступеня (СЗР, 2008).

### Церковні нагороди
- медаль «Арсен Річинський» (УАПЦ, 2002);
- орден святого Архистратига Михаїла (УПЦ КП, 2005);
- орден святих Кирила і Мефодія (УПЦ КП, 2006);
- Подяка Українського Біблійного товариства (2006)
- орден «1020-річчя хрещення Русі» (УПЦ, 2008).